# Katona Béla (újságíró)
Katona Béla (Gyöngyös, 1891. június 12. – Nagyvárad, 1948. július 11.) magyar újságíró, szerkesztő.

## Életútja
Főiskolai tanulmányait a nagyváradi jogakadémián kezdte és a budapesti egyetemen fejezte be. Már jogász korában a Bácsmegyei Naplót szerkesztette, a budapesti Hírlap, majd Pesti Hírlap munkatársa, haditudósító Szerbiában. 1916-ban került Nagyváradra, ahol a Nagyváradi Napló, később a Nagyvárad szerkesztőségében dolgozott. 1919 után előbb a Szabadság, majd a Nagyváradi Estilap felelős szerkesztője, végül újra a Nagyvárad szerkesztője 1945-ig. A Szigligeti Társaság tagja, nevéhez fűződik a nagyváradi Újságíró Klub megalapítása, amelynek ügyvezető elnökeként működött. A második világháború után a Népakarat c. lapot szerkesztette 1947-től annak megszűnéséig.
Népszerű volt krokirovata, amiről a városban beszéltek. A II. világháború frontátvonulásának hiteles képét adja Zsolt Béla előszavával megjelent Várad a viharban c. riportregénye (Nagyvárad, 1945), a nagyváradi zsidók gettóba hurcolásának és a nagyváradi munkaszolgálatosok ukrajnai pusztulásának története.